# Virtus Francavilla Calcio 2021-2022
Questa voce raccoglie le informazioni riguardanti la Virtus Francavilla Calcio nelle competizioni ufficiali della stagione 2021-2022.

## Stagione
La Virtus Francavilla partecipa per la sesta volta nella sua storia al campionato di Serie C (ex Lega Pro). Alla guida tecnica della squadra viene chiamato Roberto Taurino (ex giocatore della Virtus). 

### Precampionato
Dopo il raduno del 12 luglio la squadra resta in pre-ritiro presso lo stadio locale, Giovanni Paolo II, fino al 28 luglio. Dal 29 luglio la squadra è in ritiro a Palena.

### Campionato di Serie C
Inserita nel girone C la Virtus ha esordito il 29 agosto in casa del Catanzaro riportando una sconfitta per 3-1. Il 24 ottobre la Virtus ottiene una storica vittoria in casa contro il Bari (3-0). Al termine del girone di andata la Virtus è al settimo posto in classifica avendo conquistato 30 punti. Al termine del girone di ritorno si classifica al sesto posto ottenuto grazie ai 57 punti conquistati (ridotti a 56 a seguito della esclusione del Catania) e accede così al primo turno dei play-off per la promozione in serie B. In virtù del pareggio ottenuto in casa contro il  Monterosi Tuscia accede al secondo turno dove però viene sconfitta dal Monopoli per 1-0 subendo così l'eliminazione.

### Coppa Italia di Serie C
Al primo turno la Virtus ha superato in casa, in match unico, il Taranto per 2-0. Al secondo turno affronta in trasferta la Fidelis Andria subendo l'eliminazione dopo i tempi supplementari (1-2).

## Rosa
| N. |                   | Ruolo | Calciatore                |
| -- | ----------------- | ----- | ------------------------- |
| 1  | Italia (bandiera) | P     | Joakim Milli              |
| 2  | Italia (bandiera) | A     | Francesco Puntoriere      |
| 3  | Italia (bandiera) | D     | Gabriele Ingrosso         |
| 4  | Italia (bandiera) | D     | Andrea Feltrin            |
| 5  | Italia (bandiera) | D     | Riccardo Idda             |
| 6  | Italia (bandiera) | D     | Mirko Miceli              |
| 7  | Italia (bandiera) | C     | Pasquale Maiorino         |
| 8  | Italia (bandiera) | C     | Francesco Carella         |
| 9  | Italia (bandiera) | A     | Cosimo Patierno           |
| 10 | Italia (bandiera) | A     | Leonardo Perez (capitano) |
| 11 | Italia (bandiera) | C     | Federico Mastropietro     |
| 12 | Italia (bandiera) | P     | Giuseppe Cassano          |
| 13 | Italia (bandiera) | D     | Luigi Gianfreda           |

| N. |                    | Ruolo | Calciatore              |
| -- | ------------------ | ----- | ----------------------- |
| 14 | Ghana (bandiera)   | A     | Joseph Ekuban           |
| 15 | Italia (bandiera)  | D     | Fabio Delvino           |
| 16 | Italia (bandiera)  | C     | Domenico Franco         |
| 17 | Italia (bandiera)  | D     | Alessandro Caporale     |
| 18 | Italia (bandiera)  | D     | Roberto Pierno          |
| 19 | Italia (bandiera)  | C     | Mario Prezioso          |
| 20 | Ghana (bandiera)   | D     | Elimelech Enyan         |
| 21 | Italia (bandiera)  | A     | Danilo Giacinto Ventola |
| 22 | Italia (bandiera)  | P     | Tommaso Nobile          |
| 23 | Camerun (bandiera) | C     | Giovanni Tchetchoua     |
| 25 | Italia (bandiera)  | C     | Marco Toscano           |
| 28 | Italia (bandiera)  | C     | Nicolas Magnavita       |
| 97 | Italia (bandiera)  | A     | Tiziano Tulissi         |

## Calciomercato

### Sessione estiva(dal 01/07 al 31/08)
| Acquisti | Acquisti                 | Acquisti       | Acquisti      |
| R.       | Nome                     | da             | Modalità      |
| -------- | ------------------------ | -------------- | ------------- |
| A        | Federico Buglia          | Brindisi       | fine prestito |
| A        | Cosimo Patierno          |                | svincolato    |
| P        | Joakim Milli             | Lecce          | definitivo    |
| A        | Leonardo Perez           | Arezzo         | definitivo    |
| C        | Mario Francesco Prezioso | Napoli         | definitivo    |
| D        | Roberto Pierno           | Lecce          | prestito      |
| D        | Gabriele Ingrosso        | Gubbio         | definitivo    |
| D        | Riccardo Idda            | Cosenza        | definitivo    |
| D        | Luigi Gianfreda          | Lecce          | definitivo    |
| D        | Andrea Feltrin           | Inter          | definitivo    |
| A        | Edoardo Priore           | Chievo         | definitivo    |
| P        | Giuseppe Cassano         | Milan          | definitivo    |
| C        | Elimelech Enyan          | Chievo         | definitivo    |
| P        | Tommaso Emanuele Nobile  | Sambenedettese | definitivo    |
| D        | Mirko Miceli             | Avellino       | definitivo    |
| A        | Danilo Giacinto Ventola  | Ascoli         | prestito      |
| C        | Marco Toscano            | Virtus Entella | definitivo    |
| A        | Tiziano Tulissi          | Modena         | prestito      |

| Cessioni | Cessioni           | Cessioni       | Cessioni      |
| R.       | Nome               | da             | Modalità      |
| -------- | ------------------ | -------------- | ------------- |
| A        | Andrea Adorante    | Parma          | fine prestito |
| C        | Leonardo Di Cosmo  | Virtus Entella | fine prestito |
| D        | Alessandro Celli   | Pescara        | fine prestito |
| D        | Luca Sparandeo     | Benevento      | fine prestito |
| C        | Pasquale Giannotti | Crotone        | fine prestito |
| C        | Manuele Castorani  | Ascoli         | definitivo    |
| C        | Federico Zenuni    | Potenza        | definitivo    |
| A        | Federico Vázquez   | Catanzaro      | definitivo    |
| C        | Leonardo Nunzella  | Fidelis Andria | definitivo    |
| A        | Nicola Ciccone     | Legnago        | definitivo    |
| D        | Matteo Calcagno    | Ancona         | definitivo    |

### Sessione invernale (dall'1/1 al 31/1)
| Acquisti | Acquisti | Acquisti | Acquisti |
| R.       | Nome     | da       | Modalità |
| -------- | -------- | -------- | -------- |

| Cessioni | Cessioni             | Cessioni         | Cessioni   |
| R.       | Nome                 | a                | Modalità   |
| -------- | -------------------- | ---------------- | ---------- |
| C        | Nicolas Magnavita    | Lamezia Terme    | definitivo |
| A        | Francesco Puntoriere | RG Ticino        | svincolato |
| D        | Andrea Sarcinella    | Massafra         | prestito   |
| A        | Joseph Ekuban        | Monterosi Tuscia | prestito   |

## Risultati

### Serie C

#### Girone di andata
| Arbitro: | Virgilio (Trapani) |

|                                 |           |                     |
| Vázquez 10’, 62’ Vandeputte 78’ | Marcatori | 53’ (rig.) Maiorino |

| Arbitro: | Monaldi (Macerata) |

|             |           |  |
| Ventola 20’ | Marcatori |  |

| Arbitro: | Di Graci (Como) |

|  |           |               |
|  | Marcatori | 90+1’ Tulissi |

| Arbitro: | Maranesi (Ciampino) |

|             |           |  |
| Vukušić 57’ | Marcatori |  |

| Arbitro: | Gualtieri (Asti) |

|                                           |           |             |
| Maiorino 23’ (rig.), 70’ (rig.) Enyan 88’ | Marcatori | 60’ Starita |

| Arbitro: | Giaccaglia (Jesi) |

|  |           |             |
|  | Marcatori | 25’ Ventola |

| Francavilla Fontana 3 ottobre 2021, ore 17:30 CEST 7ª giornata | Virtus Francavilla      | 0 – 0 referto | Taranto | Stadio Giovanni Paolo II (1 800 spett.)\| Arbitro: \| Arena (Torre del Greco) \| |
| Arbitro:                                                       | Arena (Torre del Greco) |               |         |                                                                                  |

| Arbitro: | Kumara (Verona) |

|                     |           |  |
| Gagliano 23’ (rig.) | Marcatori |  |

| Arbitro: | Arace (Lugo di Romagna) |

|             |           |                    |
| Delvino 11’ | Marcatori | 29’ (rig.) L. Moro |

| Arbitro: | Emmanuele (Pisa) |

|             |           |  |
| Brunori 58’ | Marcatori |  |

| Arbitro: | Maggio (Lodi) |

|                                    |           |  |
| Ekuban 7’ Caporale 27’ Ventola 71’ | Marcatori |  |

| Arbitro: | Ricci (Firenze) |

|                  |           |                |
| Guadagni 14’ 42’ | Marcatori | 58’ Tchetchoua |

| Arbitro: | F. Longo (Paola) |

|                         |           |              |
| Maiorino 26’ Ekuban 58’ | Marcatori | 17’ Ercolano |

| Arbitro: | Di Francesco (Ostia Lido) |

|  |           |              |
|  | Marcatori | 65’ Caporale |

| Arbitro: | Angelucci (Foligno) |

|                     |           |                            |
| Maiorino 49’ (rig.) | Marcatori | 61’ Santaniello 79’ Pavone |

| Arbitro: | Frascaro (Firenze) |

|                         |           |                           |
| Persia 7’ Tenkorang 63’ | Marcatori | 23’ Maiorino 31’ Caporale |

| Arbitro: | Marotta (Sapri) |

|          |           |  |
| Perez 8’ | Marcatori |  |

| Arbitro: | Pascarella (Nocera Inferiore) |

|                 |           |  |
| A. Ferrante 41’ | Marcatori |  |

| Arbitro: | Zamagni (Cesena) |

|                                |           |  |
| Mastropietro 9’, 83’ Perez 66’ | Marcatori |  |

#### Girone di ritorno
| Arbitro: | Delrio (Reggio Emilia) |

|                             |           |            |
| Mastropietro 23’ Pierno 75’ | Marcatori | 10’ Cianci |

| Arbitro: | Scatena (Avezzano) |

|                      |           |                              |
| Curiale 90+1’ (rig.) | Marcatori | 3’ Patierno 90+3’ Tchetchoua |

| Arbitro: | Maranesi (Ciampino) |

|                  |           |  |
| Mastropietro 34’ | Marcatori |  |

| Arbitro: | Bitonti (Bologna) |

|                                                                  |           |           |
| Patierno 12’ Miceli 29’ Prezioso 38’ Pierno 59’ Perez 78’ (rig.) | Marcatori | 58’ Baldè |

| Monopoli 30 gennaio 2022, ore 17:30 CET 24ª giornata | Monopoli                           | 0 – 0 referto | Virtus Francavilla | Stadio Vito Simone Veneziani (1 328 spett.)\| Arbitro: \| Carrione (Castellammare di Stabia) \| |
| Arbitro:                                             | Carrione (Castellammare di Stabia) |               |                    |                                                                                                 |

| Arbitro: | Acanfora (Castellammare di Stabia) |

|                                                    |           |          |
| Patierno 51’, 86’ Matino 65’ (aut.) Prezioso 90+2’ | Marcatori | 45’ Sepe |

| Taranto 12 febbraio 2022, ore 21:00 CET 26ª giornata | Taranto           | 0 – 0 referto | Virtus Francavilla | Stadio Erasmo Iacovone (3 100 spett.)\| Arbitro: \| Tremolada (Monza) \| |
| Arbitro:                                             | Tremolada (Monza) |               |                    |                                                                          |

| Arbitro: | N. Marini (Trieste) |

|                  |           |  |
| Mastropietro 52’ | Marcatori |  |

| Arbitro: | Kumara (Verona) |

|            |           |  |
| Biondi 56’ | Marcatori |  |

| Arbitro: | Luciani (Roma) |

|                                  |           |                    |
| Maiorino 24’ (rig.) Patierno 57’ | Marcatori | 73’ (rig.) Brunori |

| Arbitro: | Monaldi (Macerata) |

|                          |           |              |
| Cheddira 21’ Citro 90+2’ | Marcatori | 57’ Maiorino |

| Arbitro: | Perenzoni (Rovereto) |

|                                           |           |                                       |
| Patierno 4’ Mastropietro 18’ Maiorino 26’ | Marcatori | 32’ Cretella 84’ Zanini 90’ Tommasini |

| Latina 16 marzo 2022, ore 21:00 CET 32ª giornata | Latina            | 0 – 0 referto | Virtus Francavilla | Stadio Domenico Francioni (572 spett.)\| Arbitro: \| Giaccaglia (Jesi) \| |
| Arbitro:                                         | Giaccaglia (Jesi) |               |                    |                                                                           |

| Arbitro: | Perri (Roma) |

|  |           |            |
|  | Marcatori | 88’ Parigi |

| Arbitro: | Scatena (Avezzano) |

|              |           |  |
| Leonetti 46’ | Marcatori |  |

| Arbitro: | Scarpa (Collegno) |

|                                     |           |                                          |
| Patierno 1’ 54’ Pierno 35’ Idda 45’ | Marcatori | 4’ Liguori 50’, 90+2’ Emmausso 77’ Nacci |

| Arbitro: | Mucera (Palermo) |

|                       |           |  |
| Costantino 79’ (rig.) | Marcatori |  |

| Arbitro: | Ubaldi (Roma) |

|                               |           |                         |
| Perez 45’ Maiorino 67’ (rig.) | Marcatori | 19’ Merola 88’ Garofalo |

| Arbitro: | Delrio (Reggio Emilia) |

|                                          |           |  |
| Stoppa 18’, 62’ Erradi 82’ Caldore 90+2’ | Marcatori |  |

### Play-off
| Arbitro: | Maggio (Lodi) |

|                         |           |                         |
| Miceli 13’ Patierno 43’ | Marcatori | 7’ Buglio 75’ Tartaglia |

| Arbitro: | Collu (Cagliari) |

|                         |           |  |
| Mercadante 90+3’ (rig.) | Marcatori |  |

### Coppa Italia di Serie C

#### Turni eliminatori
| Arbitro: | Galipò (Firenze) |

|                   |           |  |
| Maiorino 54’, 66’ | Marcatori |  |

| Arbitro: | Carrione (Castellammare di Stabia) |

|                               |           |           |
| Bubas 90’ (rig.) Di Noia 117’ | Marcatori | 67’ Enyan |

## Statistiche

### Statistiche di squadra
Statistiche aggiornate al 4 maggio 2022.
| Competizione         | Punti | In casa | In casa | In casa | In casa | In casa | In casa | In trasferta | In trasferta | In trasferta | In trasferta | In trasferta | In trasferta | Totale | Totale | Totale | Totale | Totale | Totale | DR |
| Competizione         | Punti | G       | V       | N       | P       | Gf      | Gs      | G            | V            | N            | P            | Gf           | Gs           | G      | V      | N      | P      | Gf     | Gs     | DR |
| -------------------- | ----- | ------- | ------- | ------- | ------- | ------- | ------- | ------------ | ------------ | ------------ | ------------ | ------------ | ------------ | ------ | ------ | ------ | ------ | ------ | ------ | -- |
| Serie C              | 57    | 20      | 12      | 6       | 2       | 41      | 21      | 20           | 4            | 4            | 12           | 10           | 22           | 40     | 16     | 10     | 14     | 51     | 43     | +8 |
| Coppa Italia Serie C | -     | 1       | 1       | 0       | 0       | 2       | 0       | 1            | 0            | 0            | 1            | 1            | 2            | 2      | 1      | 0      | 1      | 3      | 2      | +1 |
| Totale               | 57    | 21      | 13      | 6       | 2       | 43      | 21      | 21           | 4            | 4            | 13           | 11           | 24           | 42     | 17     | 10     | 15     | 54     | 45     | +9 |

### Andamento in campionato
| Giornata  | 1  | 2 | 3 | 4 | 5 | 6 | 7 | 8 | 9 | 10 | 11 | 12 | 13 | 14 | 15 | 16 | 17 | 18 | 19 | 20 | 21 | 22 | 23 | 24 | 25 | 26 | 27 | 28 | 29 | 30 | 31 | 32 | 33 | 34 | 35 | 36 | 37 | 38 |
| --------- | -- | - | - | - | - | - | - | - | - | -- | -- | -- | -- | -- | -- | -- | -- | -- | -- | -- | -- | -- | -- | -- | -- | -- | -- | -- | -- | -- | -- | -- | -- | -- | -- | -- | -- | -- |
| Risultato | P  | V | V | P | V | V | N | P | N | P  | V  | P  | V  | V  | P  | N  | V  | P  | V  | V  | V  | N  | V  | V  | N  | V  | P  | V  | V  | P  | N  | N  | P  | N  | P  | P  | N  | P  |
| Posizione | 18 | 9 | 4 | 7 | 4 | 3 | 4 | 7 | 5 | 8  | 6  | 9  | 8  | 7  | 7  | 8  | 7  | 8  | 7  | 6  | 5  | 6  | 4  | 2  | 4  | 3  | 4  | 3  | 3  | 3  | 3  | 3  | 4  | 6  | 6  | 5* | 5  | 6  |

Legenda:

Luogo: C = Casa; T = Trasferta. Risultato: V = Vittoria; N = Pareggio; P = Sconfitta.
- Classifica modificata dopo l'esclusione del Catania.

### Statistiche dei giocatori
Statistiche aggiornate al 4 maggio 2022.
Sono in corsivo i calciatori che hanno lasciato la società a stagione in corso.
| Giocatore       | Serie C  | Serie C | Serie C     | Serie C    | Coppa Italia Serie C | Coppa Italia Serie C | Coppa Italia Serie C | Coppa Italia Serie C | Totale   | Totale | Totale      | Totale     |
| Giocatore       | Presenze | Reti    | Ammonizioni | Espulsioni | Presenze             | Reti                 | Ammonizioni          | Espulsioni           | Presenze | Reti   | Ammonizioni | Espulsioni |
| --------------- | -------- | ------- | ----------- | ---------- | -------------------- | -------------------- | -------------------- | -------------------- | -------- | ------ | ----------- | ---------- |
| A. Caporale     | 32       | 3       | 4           | 1          | 1                    | 0                    | 0                    | 0                    | 33       | 3      | 4           | 1          |
| F. Carella      | 34       | 0       | 1           | 0          | 2                    | 0                    | 1                    | 0                    | 36       | 0      | 2           | 0          |
| A. Dacosta      | 1        | 0       | 0           | 0          | 1                    | 0                    | 0                    | 0                    | 2        | 0      | 0           | 0          |
| F. Delvino      | 21       | 1       | 3           | 1          | 2                    | 0                    | 0                    | 0                    | 23       | 1      | 3           | 1          |
| A. De Maria     | 2        | 0       | 0           | 0          | 0                    | 0                    | 0                    | 0                    | 2        | 0      | 0           | 0          |
| J. Ekuban       | 15       | 2       | 0           | 0          | 1                    | 0                    | 1                    | 0                    | 16       | 2      | 1           | 0          |
| E. Enyan        | 17       | 1       | 7           | 0          | 2                    | 1                    | 0                    | 0                    | 19       | 2      | 7           | 0          |
| A. Feltrin      | 1        | 0       | 1           | 0          | 1                    | 0                    | 0                    | 0                    | 2        | 0      | 1           | 0          |
| D. Franco       | 28       | 0       | 5           | 0          | 1                    | 0                    | 1                    | 0                    | 29       | 0      | 6           | 0          |
| L. Gianfreda    | 9        | 0       | 1           | 0          | 1                    | 0                    | 0                    | 0                    | 10       | 0      | 1           | 0          |
| R. Idda         | 37       | 1       | 10          | 0          | 2                    | 0                    | 1                    | 0                    | 39       | 1      | 11          | 0          |
| G. Ingrosso     | 35       | 0       | 8           | 0          | 2                    | 0                    | 0                    | 0                    | 37       | 0      | 8           | 0          |
| N. Magnavita    | 3        | 0       | 0           | 0          | 1                    | 0                    | 0                    | 0                    | 4        | 0      | 0           | 0          |
| P. Maiorino     | 32       | 10      | 3           | 0          | 1                    | 2                    | 0                    | 0                    | 33       | 12     | 3           | 0          |
| F. Mastropietro | 29       | 6       | 4           | 0          | 2                    | 0                    | 0                    | 0                    | 31       | 6      | 4           | 0          |
| M. Miceli       | 33       | 2       | 11          | 0          | 2                    | 0                    | 0                    | 0                    | 35       | 2      | 11          | 0          |
| J. Milly        | 1        | 0       | 0           | 0          | 1                    | -2                   | 0                    | 0                    | 2        | -2     | 0           | 0          |
| T. Nobile       | 39       | -43     | 1           | 1          | 1                    | 0                    | 0                    | 0                    | 40       | -43    | 1           | 1          |
| C. Patierno     | 19       | 9       | 6           | 0          | 0                    | 0                    | 0                    | 0                    | 19       | 9      | 6           | 0          |
| S. Pendinelli   | 0        | 0       | 0           | 0          | 1                    | 0                    | 0                    | 0                    | 1        | 0      | 0           | 0          |
| L. Perez        | 26       | 4       | 1           | 1          | 0                    | 0                    | 0                    | 0                    | 26       | 4      | 1           | 1          |
| R. Pierno       | 34       | 3       | 6           | 1          | 2                    | 0                    | 1                    | 0                    | 36       | 3      | 7           | 1          |
| A. Poletì       | 1        | 0       | 0           | 0          | 0                    | 0                    | 0                    | 0                    | 1        | 0      | 0           | 0          |
| M. Prezioso     | 33       | 2       | 18          | 0          | 1                    | 0                    | 1                    | 0                    | 34       | 2      | 19          | 0          |
| F. Puntoriere   | 2        | 0       | 0           | 0          | 1                    | 0                    | 0                    | 0                    | 3        | 0      | 0           | 0          |
| G. Tchetchoua   | 28       | 2       | 5           | 1          | 2                    | 0                    | 0                    | 0                    | 30       | 2      | 5           | 1          |
| M. Toscano      | 32       | 1       | 7           | 0          | 0                    | 0                    | 0                    | 0                    | 32       | 1      | 7           | 0          |
| T. Tulissi      | 13       | 1       | 3           | 0          | 0                    | 0                    | 0                    | 0                    | 13       | 1      | 3           | 0          |
| D. Ventola      | 38       | 3       | 5           | 0          | 2                    | 0                    | 1                    | 0                    | 40       | 3      | 6           | 0          |